# Mark IV

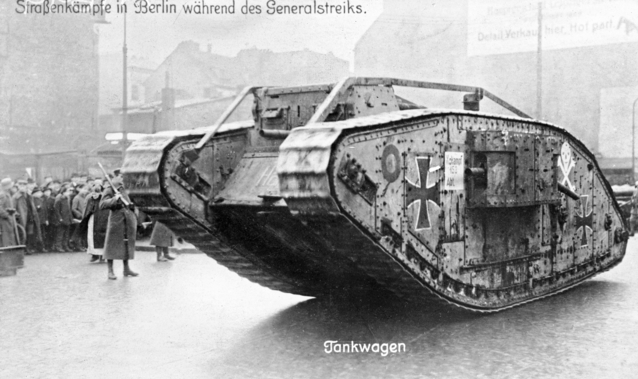
Mark IV w służbie niemieckiej

Mark IV – brytyjski czołg z okresu I wojny światowej, ulepszona wersja czołgu Mark I. Od pierwowzoru różnił się zwłaszcza lepszym opancerzeniem oraz innym umiejscowieniem zbiornika paliwa. Wyprodukowano 1220 maszyn, w tym 595 w wersji „żeńskiej”, 420 w wersji „męskiej” i 205 nieuzbrojonych pojazdów służących do transportu zaopatrzenia. Był to najliczniej produkowany brytyjski czołg I wojny światowej. Użyty po raz pierwszy podczas bitwy pod Messines w 1917 roku. W Wielkiej Brytanii pozostawał w służbie do końca wojny, niewielka liczba maszyn pozostawała też w służbie innych państw po zakończeniu działań wojennych.

## Historia
Albert Gerald Stern kierujący Mechanical Warfare Supply Department („Wydział Zaopatrzenia w Wojenny Sprzęt Mechaniczny”) w brytyjskim Ministerstwie Uzbrojenia uważał za konieczne, aby kolejny model czołgu wyposażyć w nowy silnik i układ przeniesienia napędu. Do czasu opracowania nowego projektu produkcja czołgów w Wielkiej Brytanii została wstrzymana. Projektowanie konstrukcji następowało jednak zbyt wolno, by produkcja została rozpoczęta na czas (planowano wyprodukować 200 czołgów przed 1 kwietnia 1917 roku). Stern był zmuszony do maksymalnego przyspieszenia prac nad pojazdem, aby 1 maja 1917 roku rozpoczęto jego produkcję. W rezultacie powstał pojazd, który nie różnił się znacznie od czołgu Mark I.
Mark IV w wersji „męskiej” początkowo przenosił trzy karabiny maszynowe Lewis – jeden z przodu kabiny i po jednym w obu bocznych sponsonach – oraz dwa działa kalibru 57 mm, również umiejscowione w bocznych sponsonach. Lufy dział zostały skrócone w stosunku do oryginału (ich długość powodowała, że uderzały one w przeszkody lub zakopywały się w ziemi). Sponsony nie były swoimi lustrzanymi odbiciami, ich konfiguracja różniła się, aby umożliwić celowniczemu operowanie działem z lewej strony, a ładowniczemu obsługiwanie go z prawej. Działa dysponowały 100-stopniowym kątem ostrzału w poziomie, jednakże tylko prawostronne mogło strzelać bezpośrednio do przodu . Wersja „żeńska” była uzbrojona w pięć karabinów maszynowych, nie miała dział.
Podczas bitwy pod Cambrai czołgi Mark IV przenosiły na dachu faszyny – wiązki drewna związane łańcuchami – długie na około 3 metry i mające 1,4 m średnicy. Zrzucano je do okopów, aby umożliwić czołgom łatwiejsze ich pokonanie.
Znaczna liczba tych czołgów była używana do prac rozwojowych. W celu ułatwienia pokonywania okopów wprowadzono tzw. „ogon kijanki” (ang. tadpole tail) – przedłużenie tylnej części pojazdu. Okazało się ono niewystarczająco stabilne i ostatecznie nie pojawiło się w powszechnym użyciu. Inne wersje eksperymentalne były wyposażone w radia, moździerze czy dźwigi naprawcze. Część tych innowacji wykorzystano w następnych latach w innych konstrukcjach. Czołgi typu Mark IV były pierwszymi, które posiadały drewnianą belkę wspomagającą wyjeżdżanie z grząskiego terenu. Były one wytwarzane w polowych warsztatach w razie potrzeby, użycie ich było niejednokrotnie bardzo ryzykowne dla załogi, gdyż czołgi często były celem ostrzału przeciwnika, a belkę należało przymocować do gąsienic pojazdu.

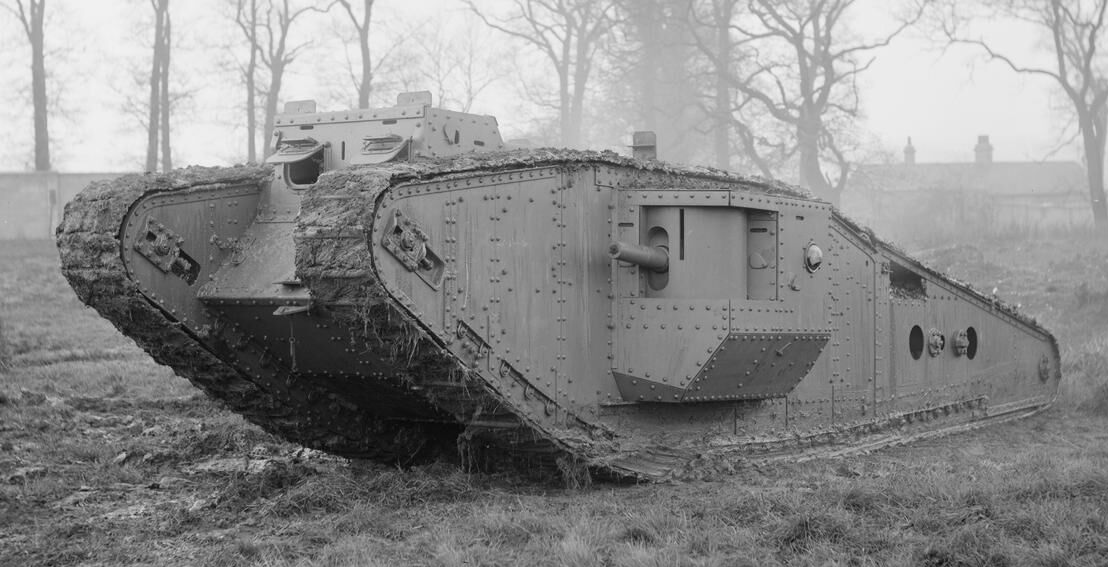
Mark IV z tzw. „tadpole tail”

## Produkcja
Mark IV był budowany przez sześciu producentów: Metropolitan (główny producent; 640 czołgów i 180 zaopatrzeniowych), Fosters of Lincoln (100 egzemplarzy), Armstrong Whitworth (100 egzemplarzy), Coventry Ordnance Works (100 egzemplarzy), William Beardmore and Company (25 i 25 zaopatrzeniowych) oraz Mirrlees, Watson & Co. (50 egzemplarzy). Najwięcej maszyn wyprodukowano w roku 1917. Pierwsze zamówienie na 1000 czołgów dla Metropolitan złożono w sierpniu 1916 roku, zostało ono później anulowane, przywrócone, a ostatecznie zmodyfikowane pomiędzy sierpniem a grudniem 1917 roku. Pozostali producenci otrzymali zamówienia na maksymalnie 100 czołgów każdy, ale też były one modyfikowane. Ostatecznie wyprodukowano 1015 czołgów Mark IV (420 „męskich” i 595 „żeńskich”) i 205 wozów zaopatrzeniowych.

## Służba
Mark IV po raz pierwszy w większej liczbie został użyty 7 czerwca 1917 roku, podczas brytyjskiego szturmu na grań Messines. Pokonujące suchy, lecz usiany kraterami teren czołgi były w stanie wyprzedzić piechotę, uciszając gniazda karabinów maszynowych i utrzymując zdobycze do momentu nadejścia posiłków. W kolejnym natarciu, podczas trzeciej bitwy pod Ypres (znanej również jako bitwa pod Passchendaele) od 31 lipca, kiedy 24-dniowy ostrzał artyleryjski całkowicie zniszczył drenaż podłoża, a silne opady deszczu spowodowały mocne zamoknięcie gleby, nacierające czołgi z trudem pokonywały podmokły teren i nie osiągnęły znaczących sukcesów. Część z nich została całkowicie unieruchomiona i stała się łatwym celem dla niemieckiej artylerii.
Blisko 460 czołgów Mark IV zostało użytych podczas bitwy pod Cambrai w listopadzie 1917 roku, pokazując, że duża koncentracja sił pancernych może szybko przebić się nawet przez najsilniejsze umocnienia przeciwnika.
W następstwie niemieckiej wiosennej ofensywy na froncie zachodnim, pierwszą bitwą pancerną była walka Mark IV naprzeciw A7V podczas drugiej bitwy pod Villers-Bretonneux w kwietniu 1918 roku.
Około 40 zdobycznych Mark IV było używanych przez Armię Cesarstwa Niemieckiego jako Beutepanzerwagen z 12-osobową załogą. Od grudnia 1917 roku były one zgrupowane w cztery kompanie czołgów. W części z nich brytyjskie działo 57 mm wymieniono na jego niemiecki odpowiednik.
Ostatnim czołgiem typu Mark IV w oficjalnej służbie był Excellent, po I wojnie światowej zatrzymany przez szkołę marynarki wojennej na wyspie Whale. W 1940 roku został przywrócony do stanu operacyjnego i przewieziony na stały ląd, gdzie jego służba została szybko zakończona, rzekomo z powodu kilku zniszczonych samochodów.

## Zachowane egzemplarze

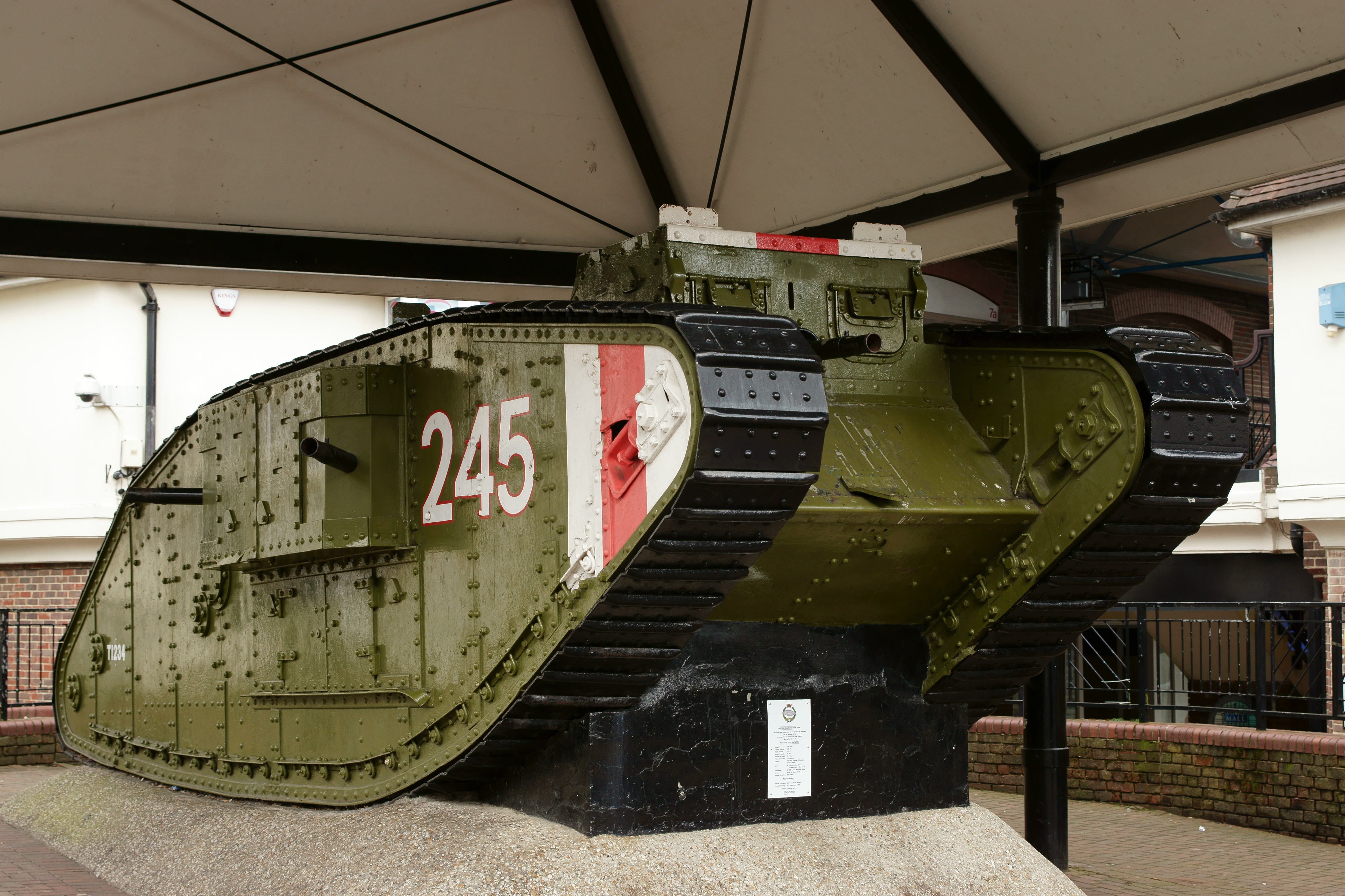
Mark IV w Ashford

Siedem czołgów typu Mark IV zachowało się do dzisiejszych czasów, są to:
- Mark IV „żeński”, który walczył we Francji w 1917 roku, znajduje się w Museum of Lincolnshire Life w Lincoln. Jest to najprawdopodobniej czołg 2743 "Daphne", służący w 12 kompanii batalionu D brytyjskiego Korpusu Czołgów[11]
- Mark IV „żeński” znajdujący się w Ashford. Jest to jeden z egzemplarzy, które po zakończeniu I wojny światowej były prezentowane w miastach Wielkiej Brytanii. Większość z nich została zezłomowana w latach 20. i 30. XX wieku[12].

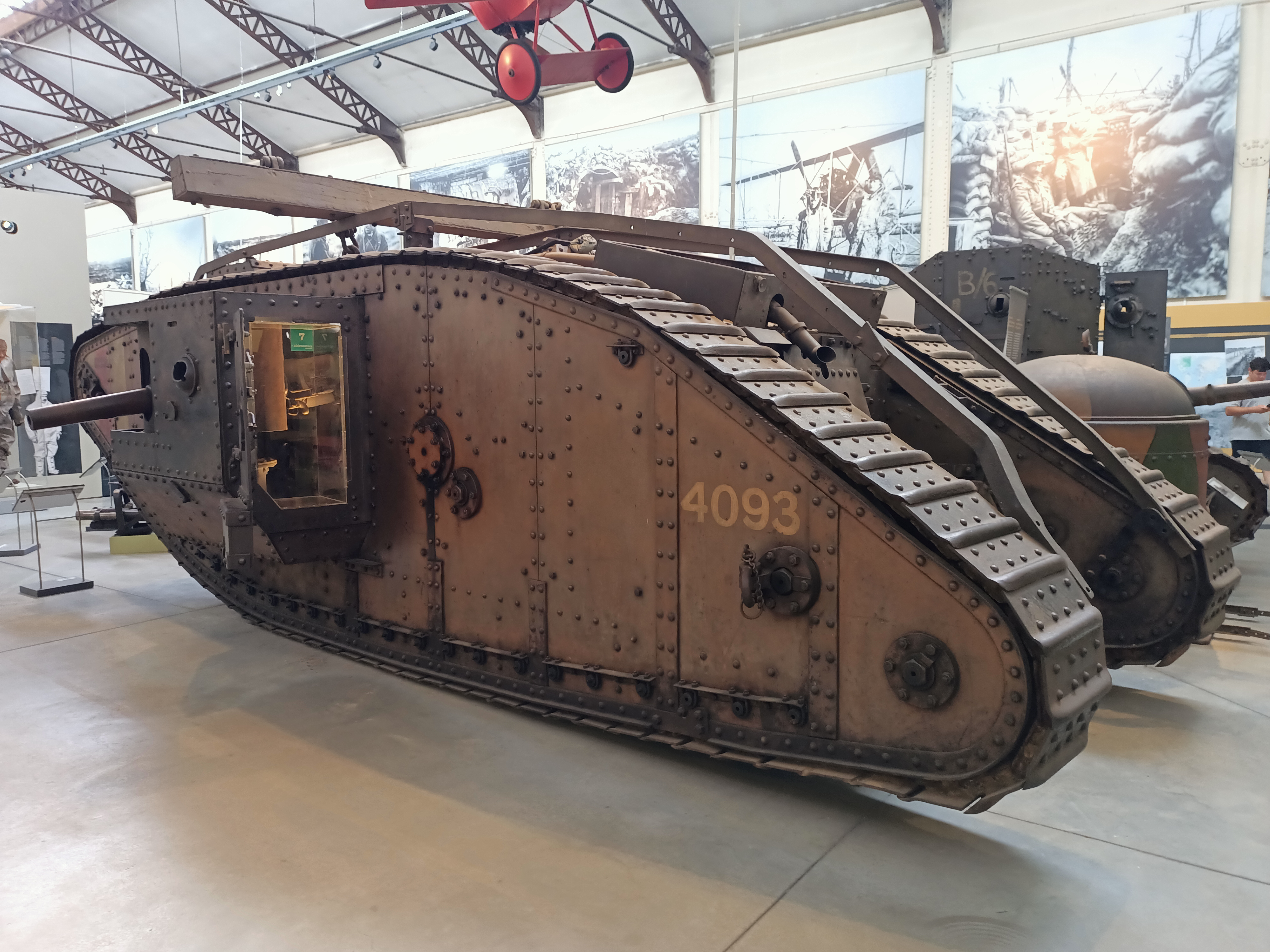
Mark IV w Brukseli

- Królewskie Muzeum Sił Zbrojnych i Historii Wojskowości w Brukseli dysponuje czołgiem w wersji „męskiej”[13]  o nazwie własnej Lodestar III w oryginalnym kamuflażu.
- Mark IV „żeński”, Grit, jest w posiadaniu Australian War Memorial i znajduje się na wystawie w ANZAC Hall[14].
- W Bovington Tank Museum wystawiony jest Mark IV „męski” o nazwie własnej Excellent, służył on do szkolenia artyleryjskiego w Royal Navy podczas I wojny światowej. Został przywrócony do służby w 1940 roku. W 1971 roku został przekazany do muzeum[15].
- Mark IV „żeński”, Liberty, przechowywany w Anniston Army Depot w Alabamie. Po latach narażenia na czynniki zewnętrzne większość elementów jest w fatalnym stanie. Aktualnie czołg jest odnawiany w Forcie Benning w Georgii[16].
- W 1991 roku we wsi Flesquières we Francji wydobyty z ziemi został Mark IV „żeński” D51: Deborah. Pojazd został zniszczony podczas bitwy pod Cambrai, a następnie wrzucony do leju po wybuchu w celu zakopania go. Po odnalezieniu był mocno skorodowany i uszkodzony, aktualnie jest odnowiony i znajduje się w niewielkim muzeum we Flesquières niedaleko miejsc pochówku swojej załogi[17].

## W kulturze masowej
- W filmie Czas Wojny, głównemu bohaterowi z trudem udaje się uciec czołgowi Mark IV[18].
- W anime Girls und Panzer das Finale, Mark IV staje się dziewiątym czołgiem Ooarai. Jest on obsługiwany przez piratów zwanych „Shark Team”, jest to humorystyczne nawiązanie do przydomku Mark IV, czyli „okręt lądowy”[19].